# Mika (Musiker)/Diskografie
Diese Diskografie ist eine Übersicht über die musikalischen Werke des britischen Pop-Sängers Mika. Den Quellenangaben und Schallplattenauszeichnungen zufolge hat er bisher mehr als 12,2 Millionen Tonträger verkauft, davon alleine in seiner Heimat über 6,5 Millionen. Seine erfolgreichste Veröffentlichung ist das Album Life in Cartoon Motion mit über 4,4 Millionen verkauften Exemplaren.

## Alben

### Studioalben
| Jahr | Titel Musiklabel                                      | Höchstplatzierung, Gesamtwochen, AuszeichnungChartplatzierungen (Jahr, Titel, Musiklabel, Platzierungen, Wochen, Auszeichnungen, Anmerkungen) | Höchstplatzierung, Gesamtwochen, AuszeichnungChartplatzierungen (Jahr, Titel, Musiklabel, Platzierungen, Wochen, Auszeichnungen, Anmerkungen) | Höchstplatzierung, Gesamtwochen, AuszeichnungChartplatzierungen (Jahr, Titel, Musiklabel, Platzierungen, Wochen, Auszeichnungen, Anmerkungen) | Höchstplatzierung, Gesamtwochen, AuszeichnungChartplatzierungen (Jahr, Titel, Musiklabel, Platzierungen, Wochen, Auszeichnungen, Anmerkungen) | Höchstplatzierung, Gesamtwochen, AuszeichnungChartplatzierungen (Jahr, Titel, Musiklabel, Platzierungen, Wochen, Auszeichnungen, Anmerkungen) | Anmerkungen                              |
| Jahr | Titel Musiklabel                                      | DE | AT | CH | UK | US | Anmerkungen                              |
| ---- | ----------------------------------------------------- | --- | --- | --- | --- | --- | ---------------------------------------- |
| 2007 | Life in Cartoon Motion Casablanca Records (UMG)       | DE6 Platin · (62 Wo.)DE | AT6 Platin · (48 Wo.)AT | CH1 ×2Doppelplatin · (85 Wo.)CH | UK1 ×6Sechsfachplatin · (95 Wo.)UK | US29 (26 Wo.)US | Erstveröffentlichung: 5. Februar 2007    |
| 2009 | The Boy Who Knew Too Much Casablanca Records (UMG)    | DE6 (6 Wo.)DE | AT9 (7 Wo.)AT | CH2 Gold · (25 Wo.)CH | UK4 Platin · (19 Wo.)UK | US19 (5 Wo.)US | Erstveröffentlichung: 18. September 2009 |
| 2012 | The Origin of Love Casablanca Records (UMG)           | DE43 (1 Wo.)DE | AT31 (1 Wo.)AT | CH15 (9 Wo.)CH | UK24 (2 Wo.)UK | US47 (1 Wo.)US | Erstveröffentlichung: 16. September 2012 |
| 2015 | No Place in Heaven Republic Records (UMG)             | DE70 (1 Wo.)DE | AT74 (1 Wo.)AT | CH4 (16 Wo.)CH | UK19 Silber · (3 Wo.)UK | US117 (1 Wo.)US | Erstveröffentlichung: 12. Juni 2015      |
| 2019 | My Name Is Michael Holbrook Republic Records (UMG)    | — | — | CH10 (9 Wo.)CH | UK57 (1 Wo.)UK | US184 (1 Wo.)US | Erstveröffentlichung: 4. Oktober 2019    |
| 2023 | Que ta tête fleurisse toujours Republic Records (UMG) | — | — | CH8 (5 Wo.)CH | — | — | Erstveröffentlichung: 1. Dezember 2023   |

### Livealben
| Jahr | Titel                                       | Anmerkungen                             |
| ---- | ------------------------------------------- | --------------------------------------- |
| 2015 | Mika et l’Orchestre symphonique de Montréal | Erstveröffentlichung: 13. November 2015 |
| 2016 | Sinfonia Pop                                | Erstveröffentlichung: 27. Mai 2016      |
| 2020 | Live from Brooklyn Steel                    | Erstveröffentlichung: 31. Januar 2020   |
| 2021 | À l’Opera Royal de Versailles               | Erstveröffentlichung: 19. Februar 2021  |

### Kompilationen
| Jahr | Titel           | Anmerkungen                             |
| ---- | --------------- | --------------------------------------- |
| 2013 | Songbook Vol. 1 | Erstveröffentlichung: 12. November 2013 |

### EPs
| Jahr | Titel Musiklabel                                    | Höchstplatzierung, Gesamtwochen, AuszeichnungChartplatzierungen (Jahr, Titel, Musiklabel, Platzierungen, Wochen, Auszeichnungen, Anmerkungen) | Höchstplatzierung, Gesamtwochen, AuszeichnungChartplatzierungen (Jahr, Titel, Musiklabel, Platzierungen, Wochen, Auszeichnungen, Anmerkungen) | Höchstplatzierung, Gesamtwochen, AuszeichnungChartplatzierungen (Jahr, Titel, Musiklabel, Platzierungen, Wochen, Auszeichnungen, Anmerkungen) | Höchstplatzierung, Gesamtwochen, AuszeichnungChartplatzierungen (Jahr, Titel, Musiklabel, Platzierungen, Wochen, Auszeichnungen, Anmerkungen) | Höchstplatzierung, Gesamtwochen, AuszeichnungChartplatzierungen (Jahr, Titel, Musiklabel, Platzierungen, Wochen, Auszeichnungen, Anmerkungen) | Anmerkungen                             |
| Jahr | Titel Musiklabel                                    | DE | AT | CH | UK | US | Anmerkungen                             |
| ---- | --------------------------------------------------- | --- | --- | --- | --- | --- | --------------------------------------- |
| 2006 | Dodgy Holiday Casablanca Records                    | — | — | — | UK97 (1 Wo.)UK | — | Erstveröffentlichung: 20. November 2006 |
| 2006 | Napster Live Session Casablanca Records             | — | — | — | — | — | Erstveröffentlichung: 2006              |
| 2007 | iTunes Festival: London Casablanca Records          | — | — | — | — | — | Erstveröffentlichung: 28. August 2007   |
| 2009 | Songs for Sorrow Casablanca Records                 | — | — | — | — | — | Erstveröffentlichung: 15. Mai 2009      |
| 2009 | iTunes Live: London Festival ’09 Casablanca Records | — | — | — | — | — | Erstveröffentlichung: 11. August 2009   |

## Singles

### Als Leadmusiker
| Jahr | Titel Album                                         | Höchstplatzierung, Gesamtwochen, AuszeichnungChartplatzierungen (Jahr, Titel, Album, Platzierungen, Wochen, Auszeichnungen, Anmerkungen) | Höchstplatzierung, Gesamtwochen, AuszeichnungChartplatzierungen (Jahr, Titel, Album, Platzierungen, Wochen, Auszeichnungen, Anmerkungen) | Höchstplatzierung, Gesamtwochen, AuszeichnungChartplatzierungen (Jahr, Titel, Album, Platzierungen, Wochen, Auszeichnungen, Anmerkungen) | Höchstplatzierung, Gesamtwochen, AuszeichnungChartplatzierungen (Jahr, Titel, Album, Platzierungen, Wochen, Auszeichnungen, Anmerkungen) | Höchstplatzierung, Gesamtwochen, AuszeichnungChartplatzierungen (Jahr, Titel, Album, Platzierungen, Wochen, Auszeichnungen, Anmerkungen) | Anmerkungen                                                 |
| Jahr | Titel Album                                         | DE | AT | CH | UK | US | Anmerkungen                                                 |
| ---- | --------------------------------------------------- | --- | --- | --- | --- | --- | ----------------------------------------------------------- |
| 2006 | Relax, Take It Easy Life in Cartoon Motion          | DE4 Platin · (30 Wo.)DE | AT3 (25 Wo.)AT | CH2 (75 Wo.)CH | UK18 Silber · (21 Wo.)UK | — | Erstveröffentlichung: 2. Oktober 2006                       |
| 2007 | Grace Kelly Life in Cartoon Motion                  | DE4 Gold · (23 Wo.)DE | AT3 (37 Wo.)AT | CH2 Gold · (39 Wo.)CH | UK1 ×3Dreifachplatin · (49 Wo.)UK | US57 Gold · (14 Wo.)US | Erstveröffentlichung: 16. Januar 2007                       |
| 2007 | Love Today Life in Cartoon Motion                   | — | — | CH46 (22 Wo.)CH | UK6 Silber · (23 Wo.)UK | US92 (1 Wo.)US | Erstveröffentlichung: 23. April 2007                        |
| 2007 | Big Girl (You Are Beautiful) Life in Cartoon Motion | DE19 (14 Wo.)DE | AT8 (22 Wo.)AT | CH29 (19 Wo.)CH | UK9 Gold · (22 Wo.)UK | — | Erstveröffentlichung: 23. Juli 2007                         |
| 2007 | Happy Ending Life in Cartoon Motion                 | DE28 (9 Wo.)DE | AT29 (8 Wo.)AT | CH10 (29 Wo.)CH | UK7 Gold · (25 Wo.)UK | — | Erstveröffentlichung: 15. Oktober 2007                      |
| 2007 | Lollipop Life in Cartoon Motion                     | DE35 (9 Wo.)DE | AT51 (6 Wo.)AT | CH58 (11 Wo.)CH | UK59 Gold · (22 Wo.)UK | — | Erstveröffentlichung: 31. Dezember 2007                     |
| 2009 | We Are Golden The Boy Who Knew Too Much             | DE29 (9 Wo.)DE | AT17 (10 Wo.)AT | CH11 (13 Wo.)CH | UK4 Silber · (7 Wo.)UK | — | Erstveröffentlichung: 6. September 2009                     |
| 2009 | Blame It on the Girls The Boy Who Knew Too Much     | — | — | — | UK72 (1 Wo.)UK | — | Erstveröffentlichung: 5. Oktober 2009                       |
| 2009 | Rain The Boy Who Knew Too Much                      | DE56 (3 Wo.)DE | — | CH28 (19 Wo.)CH | UK72 (1 Wo.)UK | — | Erstveröffentlichung: 23. November 2009                     |
| 2010 | Kick Ass (We Are Young) The Boy Who Knew Too Much   | DE54 (3 Wo.)DE | AT54 (1 Wo.)AT | CH56 (2 Wo.)CH | UK84 (1 Wo.)UK | — | Erstveröffentlichung: 2. Mai 2010 vs. RedOne                |
| 2011 | Elle me dit The Origin of Love                      | — | — | CH16 (20 Wo.)CH | — | — | Erstveröffentlichung: 11. Juli 2011                         |
| 2012 | Celebrate The Origin of Love                        | — | — | — | — | — | Erstveröffentlichung: 11. Juni 2012 feat. Pharrell Williams |
| 2012 | Underwater The Origin of Love                       | DE46 (2 Wo.)DE | AT68 (2 Wo.)AT | CH13 (21 Wo.)CH | — | — | Erstveröffentlichung: 23. November 2012                     |
| 2012 | Popular Song The Origin of Love                     | — | — | — | UK— SilberUK | US87 Gold · (2 Wo.)US | Erstveröffentlichung: 21. Dezember 2012 feat. Ariana Grande |
| 2013 | Live Your Life –                                    | — | — | — | — | — | Erstveröffentlichung: 4. Juni 2013                          |
| 2013 | Stardust –                                          | — | — | — | — | — | Erstveröffentlichung: 12. November 2013 feat. Chiara        |
| 2014 | Boum Boum Boum No Place in Heaven                   | — | — | CH62 (2 Wo.)CH | — | — | Erstveröffentlichung: 11. Juni 2014                         |
| 2016 | Stardust –                                          | — | — | — | — | — | Erstveröffentlichung: 20. Mai 2016 feat. Karen Mok          |
| 2017 | It’s My House –                                     | — | — | — | — | — | Erstveröffentlichung: 20. Oktober 2017                      |
| 2019 | Sound of an Orchestra –                             | — | — | — | — | — | Erstveröffentlichung: 4. Januar 2019                        |
| 2019 | Ice Cream My Name Is Michael Holbrook               | — | — | — | — | — | Erstveröffentlichung: 31. Mai 2019                          |
| 2020 | Le cœur holiday –                                   | — | — | — | — | — | Erstveröffentlichung: 6. November 2020 mit Soprano          |
| 2022 | Yo Yo –                                             | — | — | — | — | — | Erstveröffentlichung: 13. Mai 2022                          |

### Als Gastmusiker
| Jahr | Titel Album                                           | Höchstplatzierung, Gesamtwochen, AuszeichnungChartplatzierungen (Jahr, Titel, Album, Platzierungen, Wochen, Auszeichnungen, Anmerkungen) | Höchstplatzierung, Gesamtwochen, AuszeichnungChartplatzierungen (Jahr, Titel, Album, Platzierungen, Wochen, Auszeichnungen, Anmerkungen) | Höchstplatzierung, Gesamtwochen, AuszeichnungChartplatzierungen (Jahr, Titel, Album, Platzierungen, Wochen, Auszeichnungen, Anmerkungen) | Höchstplatzierung, Gesamtwochen, AuszeichnungChartplatzierungen (Jahr, Titel, Album, Platzierungen, Wochen, Auszeichnungen, Anmerkungen) | Höchstplatzierung, Gesamtwochen, AuszeichnungChartplatzierungen (Jahr, Titel, Album, Platzierungen, Wochen, Auszeichnungen, Anmerkungen) | Anmerkungen                                                                   |
| Jahr | Titel Album                                           | DE | AT | CH | UK | US | Anmerkungen                                                                   |
| ---- | ----------------------------------------------------- | --- | --- | --- | --- | --- | ----------------------------------------------------------------------------- |
| 2010 | Everybody Hurts –                                     | DE16 (7 Wo.)DE | AT23 (7 Wo.)AT | CH16 (2 Wo.)CH | UK1 Platin · (6 Wo.)UK | — | Erstveröffentlichung: 7. Februar 2010 mit Helping Haiti                       |
| 2015 | Beautiful Disaster Pop-Hoolista (Cosodipinto Edition) | — | — | — | — | — | Erstveröffentlichung: 4. Dezember 2015 Fedez feat. Mika                       |
| 2019 | Youth & Love Singing to Strangers                     | — | — | — | — | — | Erstveröffentlichung: 28. Juni 2019 Jack Savoretti feat. Mika                 |
| 2022 | Bolero –                                              | — | — | — | — | — | Erstveröffentlichung: 17. Juni 2022 Baby K feat. Mika                         |
| 2023 | Keep It Simple –                                      | — | — | — | — | — | Erstveröffentlichung: 4. Februar 2023 Verkäufe: + 100.000; Vianney feat. Mika |

## Videoalben
| Jahr | Titel                       | Höchstplatzierung, Gesamtwochen, AuszeichnungChartplatzierungen (Jahr, Titel, Platzierungen, Wochen, Auszeichnungen, Anmerkungen) | Höchstplatzierung, Gesamtwochen, AuszeichnungChartplatzierungen (Jahr, Titel, Platzierungen, Wochen, Auszeichnungen, Anmerkungen) | Höchstplatzierung, Gesamtwochen, AuszeichnungChartplatzierungen (Jahr, Titel, Platzierungen, Wochen, Auszeichnungen, Anmerkungen) | Höchstplatzierung, Gesamtwochen, AuszeichnungChartplatzierungen (Jahr, Titel, Platzierungen, Wochen, Auszeichnungen, Anmerkungen) | Höchstplatzierung, Gesamtwochen, AuszeichnungChartplatzierungen (Jahr, Titel, Platzierungen, Wochen, Auszeichnungen, Anmerkungen) | Anmerkungen                             |
| Jahr | Titel                       | DE | AT | CH | UK | US | Anmerkungen                             |
| ---- | --------------------------- | --- | --- | --- | --- | --- | --------------------------------------- |
| 2007 | Live in Cartoon Motion      | — | — | CH6 (1 Wo.)CH | UK8 Gold · (18 Wo.)UK | — | Erstveröffentlichung: 12. November 2007 |
| 2008 | Live Parc des Princes Paris | — | — | — | UK34 (1 Wo.)UK | — | Erstveröffentlichung: 10. November 2008 |
| 2016 | Sinfonia Pop                | — | — | CH7 (2 Wo.)CH | — | — | Erstveröffentlichung: 27. Mai 2016      |

## Boxsets
| Jahr | Titel                                                       | Anmerkungen                            |
| ---- | ----------------------------------------------------------- | -------------------------------------- |
| 2011 | 2 for 1: Life in Cartoon Motion + The Boy Who Knew Too Much | Erstveröffentlichung: 31. Oktober 2011 |

## Promoveröffentlichungen
| Jahr | Titel Album                           | Anmerkungen                         |
| ---- | ------------------------------------- | ----------------------------------- |
| 2015 | Talk About You No Place in Heaven     | Erstveröffentlichung: 18. Mai 2015  |
| 2015 | Staring at the Sun No Place in Heaven | Erstveröffentlichung: 15. Juni 2015 |

## Statistik

### Chartauswertung
|                     | DE    | AT    | CH    | UK    | US    |
| ------------------- | ----- | ----- | ----- | ----- | ----- |
| Nummer-eins-Alben   | DE—DE | AT—AT | CH1CH | UK1UK | US—US |
| Top-10-Alben        | DE2DE | AT2AT | CH5CH | UK2UK | US—US |
| Alben in den Charts | DE4DE | AT4AT | CH6CH | UK6UK | US5US |

|                       | DE     | AT    | CH     | UK     | US    |
| --------------------- | ------ | ----- | ------ | ------ | ----- |
| Nummer-eins-Singles   | DE—DE  | AT—AT | CH—CH  | UK2UK  | US—US |
| Top-10-Singles        | DE2DE  | AT3AT | CH3CH  | UK6UK  | US—US |
| Singles in den Charts | DE10DE | AT9AT | CH13CH | UK11UK | US3US |

|                          | DE    | AT    | CH    | UK    | US    |
| ------------------------ | ----- | ----- | ----- | ----- | ----- |
| Nummer-eins-Videoalben   | DE—DE | AT—AT | CH—CH | UK—UK | US—US |
| Top-10-Videoalben        | DE—DE | AT—AT | CH2CH | UK1UK | US—US |
| Videoalben in den Charts | DE—DE | AT—AT | CH2CH | UK2UK | US—US |

### Auszeichnungen für Musikverkäufe
| Land/RegionAuszeichnungen für Musikverkäufe (Land/Region, Auszeichnungen, Verkäufe, Quellen) | Silber     | Gold       | Platin       | Diamant  | Verkäufe    | Quellen                                                        |
| -------------------------------------------------------------------------------------------- | ---------- | ---------- | ------------ | -------- | ----------- | -------------------------------------------------------------- |
| Argentinien (CAPIF)                                                                          | —          | Gold1      | —            | —        | 20.000      | capif.org.ar (Memento vom 20. August 2011 im Internet Archive) |
| Australien (ARIA)                                                                            | —          | 2× Gold2   | 4× Platin4   | —        | 350.000     | aria.com.au                                                    |
| Belgien (BRMA)                                                                               | —          | 3× Gold3   | 8× Platin8   | —        | 345.000     | ultratop.be                                                    |
| Brasilien (PMB)                                                                              | —          | Gold1      | —            | —        | 30.000      | pro-musicabr.org.br                                            |
| Dänemark (IFPI)                                                                              | —          | —          | 4× Platin4   | —        | 70.000      | ifpi.dk                                                        |
| Deutschland (BVMI)                                                                           | —          | Gold1      | 2× Platin2   | —        | 650.000     | musikindustrie.de                                              |
| Europa (IFPI)                                                                                | —          | —          | 4× Platin4   | —        | (4.000.000) | ifpi.org                                                       |
| Finnland (IFPI)                                                                              | —          | —          | —            | —        | 4.870       | Einzelnachweise                                                |
| Frankreich (SNEP)                                                                            | —          | 2× Gold2   | 5× Platin5   | Diamant1 | 1.739.400   | infodisc.fr snepmusique.com                                    |
| Griechenland (IFPI)                                                                          | —          | Gold1      | —            | —        | 7.500       | Einzelnachweise                                                |
| Irland (IRMA)                                                                                | —          | —          | 3× Platin3   | —        | 45.000      | irishcharts.ie                                                 |
| Italien (FIMI)                                                                               | —          | 9× Gold9   | 14× Platin14 | —        | 868.000     | fimi.it                                                        |
| Japan (RIAJ)                                                                                 | —          | Gold1      | —            | —        | 100.000     | riaj.or.jp                                                     |
| Kanada (MC)                                                                                  | —          | Gold1      | 2× Platin2   | —        | 240.000     | musiccanada.com                                                |
| Neuseeland (RMNZ)                                                                            | —          | —          | 3× Platin3   | —        | 75.000      | radioscope.co.nz NZ2                                           |
| Niederlande (NVPI)                                                                           | —          | —          | Platin1      | —        | 60.000      | nvpi.nl                                                        |
| Österreich (IFPI)                                                                            | —          | —          | Platin1      | —        | 20.000      | ifpi.at                                                        |
| Polen (ZPAV)                                                                                 | —          | Gold1      | —            | —        | 10.000      | olis.pl                                                        |
| Portugal (AFP)                                                                               | —          | —          | Platin1      | —        | 20.000      | Einzelnachweise                                                |
| Russland (NFPF)                                                                              | —          | —          | Platin1      | —        | 20.000      | afp.org.pt (Memento vom 24. Januar 2009 im Internet Archive)   |
| Schweden (IFPI)                                                                              | —          | Gold1      | Platin1      | —        | 50.000      | sverigetopplistan.se                                           |
| Schweiz (IFPI)                                                                               | —          | 2× Gold2   | 2× Platin2   | —        | 90.000      | hitparade.ch                                                   |
| Spanien (Promusicae)                                                                         | —          | Gold1      | 3× Platin3   | —        | 150.000     | elportaldemusica.es ES2                                        |
| Ungarn (MAHASZ)                                                                              | —          | Gold1      | —            | —        | 3.000       | slagerlistak.hu                                                |
| Vereinigte Staaten (RIAA)                                                                    | —          | 2× Gold2   | —            | —        | 1.000.000   | riaa.com                                                       |
| Vereinigtes Königreich (BPI)                                                                 | 5× Silber5 | 4× Gold4   | 11× Platin11 | —        | 6.585.000   | bpi.co.uk                                                      |
| Insgesamt                                                                                    | 5× Silber5 | 34× Gold34 | 70× Platin70 | Diamant1 |             |                                                                |